# North Rauceby
North Rauceby – wieś w Anglii, w hrabstwie Lincolnshire, w dystrykcie North Kesteven. Leży 26 km na południe od Lincoln i 169 km na północ od Londynu.
Miejscowość liczy 150 mieszkańców.